# صحراء لوط
صحراء لوط (بالفارسية: كویر لوت) في جنوب شرق إيران وهي من أكبر الصحاري في آسيا الوسطى. إذ تبلغ مساحتها الإجمالية 51,800 كيلومتر مربع (20,000 ميل مربع) وتكثر فيها السبخات. وترتفع فيها درجات الحرارة إلى مستوياتٍ عاليةٍ جدًا، فهي أسخن مناطق العالم على الإطلاق فقد بلغت فيها الحرارة أواخر شهر أغسطس 2008 إلى 63 درجة مئوية. ولقد سجلت إحدى الأقمار الصناعية التابعة للإدارة الوطنية للملاحة الجوية والفضاء (ناسا) (بالإنجليزية: NASA)‏ أعلى درجة حرارة مسجلة على وجه الأرض وقد كانت 71 درجة مئوية (159 فهرنهايت).
وتعد في المرتبة الـ 25 من بين أكبر الصحاري في العالم. تعتبر إيران مناخيًا جزءًا من الحزام الأفرو آسيوي من الصحارى التي تمتد من جزر الرأس الأخضر قبالة غرب أفريقيا، ووصولًا إلى منغوليا بالقرب من بكين في الصين، تعد المنطقة الموازية لسلسلة الجبال هي الجزء الشمالي من البحيرات الجافة التي تمتد فيه صحراء داشتي لوت جنوبًا على مسافة 300 كيلومتر (186 ميلًا) في الصحراء القريبة من المناطق المدارية، المناطق المرتفعة في الصحراء تلتقط معظم الأمطار التي تسقط على الصحراء، ونتيجة لذلك تعتبر هذه المنطقة في صحراء داشتي لوت هي المنطقة الأحيائية التي توجد بها مظاهر للحياة.
الجغرافيا الإيرانية تتكون من هضبة تحيط بها الجبال وتنقسم إلى أحواض، صحراء داشتي لوت هي واحدة من أكبر هذه الأحواض الصحراوية، يبلغ طول الصحراء 480 كيلومترًا (300 ميلًا)، أما عرضها فيبلغ 320 كيلومترًا (200 ميلًا)، وتعتبر الصحراء المكان الأكثر حرارة وجفافًا على وجه الأرض. هذه المنطقة التي تغطي مساحة حوالي 480 كيلومتر مربع مما يسمى منطقة (القمح المحمص)، تحتوي على سطح معقد مع حمم بركانية سوداء يشكل غطاء أسود، هذا الغطاء الداكن يمتص أشعة الشمس القوية، وبسبب درجات الحرارة المرتفعة هناك تقارير تفيد بأنه لا توجد حياة في هذه الصحراء ولا يوجد أي كائن حي في هذه المنطقة، تبلغ مساحة صحراء داشتي لوت حوالي 51,800 كيلومترًا مربعًا (20,000 ميل مربعة).، خلال فصل الربيع يبدأ موسم الأمطار، ولكنه يستمر لفترة وجيزة تتدفق فيه المياه من جبال كرمان، لكنه سرعان ما يجف.